# Oldenlandia scopulorum
Oldenlandia scopulorum là một loài thực vật có hoa trong họ Thiến thảo. Loài này được Bullock mô tả khoa học đầu tiên năm 1932.